# Raffaella De Laurentiis
Raffaella De Laurentiis (* 28. Juni 1954 in Rom) ist eine italienische Filmproduzentin.
Raffaella De Laurentiis ist die Tochter des Filmproduzenten Dino De Laurentiis und der Schauspielerin Silvana Mangano. Sie ist seit Ende der 1970er Jahre als Filmproduzentin tätig. Ihr Schaffen umfasst rund 30 Produktionen.

## Filmografie (Auswahl)
- 1982: Conan der Barbar (Conan the Barbarian)
- 1984: Conan der Zerstörer (Conan the Destroyer)
- 1984: Der Wüstenplanet (Dune)
- 1989: Jessica und das Rentier (Prancer)
- 1991: Nameless – Total Terminator (Timebomb)
- 1991: Backdraft – Männer, die durchs Feuer gehen (Backdraft)
- 1996: Dragonheart
- 1997: Kull, der Eroberer (Kull the Conqueror)
- 1998: Black Dog
- 2003: Ein Schlitzohr namens Santa Claus (Stealing Christmas)
- 2007: Die letzte Legion (The Last Legion)
- 2015: Dragonheart 3: Der Fluch des Druiden (Dragonheart 3: The Sorcerer's Curse)
- 2017: Dragonheart: Die Kraft des Feuers (Dragonheart: Battle for the Heartfire)
- 2017: What Happened to Monday?